# راشيل باغباي
راشيل باغباي (بالإنجليزية: Rachel Bagby)‏ هي مغنية مؤلفة وملحنة أمريكية، ولدت في 1956.